# Pizzetti (cráter)

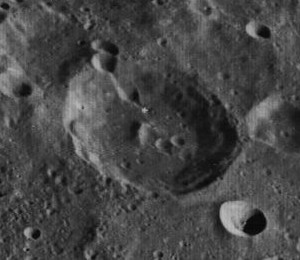
Vista oblicua desde el Lunar Orbiter 3, mirando al sur

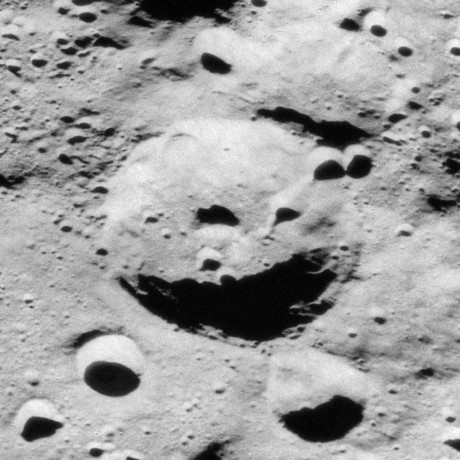
Vista oblicua desde el Apolo 17, mirando al este

Pizzetti es un cráter de impacto parcialmente erosionado perteneciente al hemisferio sur de la cara oculta de la Luna. Está situado al norte del cráter Clark, de dimensiones similares, y al sureste de la llanura de paredes amuralladas del cráter Milne. Casi unido al borde occidental aparece el pequeño Tyndall. El cráter lleva el nombre del astrónomo y geodésico italiano Paolo Pizzetti (1860-1918).
|  |

El contorno del cráter es casi circular, con la parte sur-sureste del brocal concentrando la mayor parte de la erosión. Presenta una terraza desplomada en los sectores norte y suroeste de la pared interior. El suelo interior es irregular en algunas zonas y está marcado por varios cráteres pequeños.

## Cráteres satélite
Por convención estos elementos son identificados en los mapas lunares poniendo la letra en el lado del punto medio del cráter que está más cercano a Pizzetti.
|          | \| Pizzetti \| Coordenadas \| Diámetro \| \| -------- \| ------------------------------- \| -------- \| \| C \| 33°06′S 121°06′E / -33.1, 121.1 \| 10 km \| \| W \| 33°48′S 117°42′E / -33.8, 117.7 \| 14 km \| |          |
| Pizzetti | Coordenadas | Diámetro |
| C        | 33°06′S 121°06′E / -33.1, 121.1 | 10 km    |
| W        | 33°48′S 117°42′E / -33.8, 117.7 | 14 km    |